# 654 Zelinda
654 Zelinda este un asteroid din centura principală, descoperit pe 4 ianuarie 1908, de August Kopff.